# أول حركة للمثليين
تكشفت أول حركة للمثليين في ألمانيا من أواخر القرن التاسع عشر حتى عام 1933. نشأت الحركة في ألمانيا نتيجة لتداخل عدة عوامل، من بينها تجريم العلاقات الجنسية بين الرجال (الفقرة 175) وتراخي الرقابة نسبيًا في البلاد. صاغ الكتّاب الألمان في منتصف القرن التاسع عشر مصطلح «مثلي الجنس» ووجّهوا انتقادات إلى تجريمه. عام 1897، أسّس ماغنوس هيرشفيلد أول منظمة للمثليين في العالم، وهي «اللجنة العلمية-الإنسانية»، وهدفت إلى استخدام العلم لتحسين تقبّل المجتمع للمثلية الجنسية وإلغاء «الفقرة 175». خلال فترة الإمبراطورية الألمانية، اقتصرت الحركة على النخبة الثرية، لكنها توسعت توسعًا كبيرًا بعد الحرب العالمية الأولى والثورة الألمانية.
ساعد تخفيف الرقابة ونمو الثقافات الفرعية المثلية في المدن الألمانية على ازدهار الحركة خلال فترة جمهورية فايمار. ظهرت أولى الدوريات التي تُباع علنًا وتستهدف جمهورًا من المثليين والمثليات بعد عام 1919، رغم مواجهتها دعاوى قضائية بسبب الرقابة، ومنع بيعها علنًا بعد صدور «قانون القمامة والبذاءة» عام 1926. تأسست أولى المنظمات الجماهيرية للمثليين، وهي «جمعية الصداقة الألمانية» و«رابطة حقوق الإنسان»، في أعقاب الحرب. ركّزت هذه المنظمات على حقوق الإنسان وسياسات الاحترام الاجتماعي، واستبعدت المشتغلين بالجنس والرجال المثليين المتسمين بالأنوثة، إذ اعتُبروا مضرّين بصورة الحركة أمام الرأي العام. حققت الحركة المثلية نجاحًا محدودًا لدى الجمهور العام، جزئيًا لأن عددًا كبيرًا من الألمان كان يعتقد أن المثلية الجنسية مرضٌ معدٍ يمكن أن ينتقل.
بدأ انحسار الحركة عام 1929 نتيجة الكساد الكبير، وتصاعد العداء السياسي، وفشلها في تحقيق هدفها الرئيسي المتمثل في إلغاء «الفقرة 175». وانتهت فعليًا خلال بضعة أشهر من استيلاء النازيين على السلطة في أوائل عام 1933، حين أعقبت فترة التسامح النسبي في عهد فايمار واحدة من أشد موجات الاضطهاد التي تعرّض لها الرجال المثليون في التاريخ. ظلت جمهورية فايمار موضع اهتمام دائم بوصفها فترة قصيرة استفاد خلالها المثليون والمثليات من حريات غير مسبوقة، وهو ما ترك أثرًا عميقًا في الحركات اللاحقة لمجتمع الميم.

## خلفية
تعرض المثليون للاضطهاد طوال التاريخ الألماني. نصّ «الدستور الجنائي كارولينا» لعام 1532، وهو أول قانون عقوبات في الإمبراطورية الرومانية المقدسة، على إعدام المثليين حرقًا. من غير الواضح إلى أي مدى طُبّقت القوانين المناهضة للمثلية قبل العصر الحديث. في بعض مناطق ألمانيا، أُلغي تجريم المثلية الجنسية أو خُففت العقوبة من الإعدام إلى السجن بفعل الحروب النابليونية. بعد توحيد ألمانيا عام 1871، اعتُمد القانون البروسّي من قبل الإمبراطورية الألمانية، متضمنًا «الفقرة 175» التي جرّمت العلاقات الجنسية بين الرجال. كان تنفيذ القانون صعبًا، لأنه اشترط إثبات أن المتهم شارك في علاقة جنسية إيلاجية مع رجل آخر، رغم أن السوابق القضائية لم تكن متسقة في تحديد الأفعال التي تُعد غير قانونية على وجه الدقة.
بدأ بعض الكتّاب المتأثرين بأفكار عصر التنوير يوجّهون انتقادات إلى تجريم السلوك الجنسي القائم على التراضي. في ثلاثينيات القرن التاسع عشر، كان الكاتب السويسري هاينريش هوسلي من أوائل من عبّر عن هذا الرأي. عام 1869، صاغ الكاتب الناطق بالألمانية كارل ماريا كيرتبيني مصطلح «مثلي الجنس»، ونشر كتيبات بشكل مجهول يدعو فيها إلى إلغاء تجريم المثلية الجنسية. وبحلول ثمانينيات القرن التاسع عشر، أصبح مصطلح «مثلي الجنس» شائع الاستخدام.
بدأ كارل هاينريش أولريكس، وهو محامٍ، بالدفاع علنًا عن المثليين –الذين أطلق عليهم في مصطلحاته الخاصة اسم «أورنينغز»– مستخدمًا اسمه الحقيقي خلال ستينيات وسبعينيات القرن التاسع عشر. عام 1867، حاول عرض حججه لصالح إلغاء تجريم المثلية الجنسية خلال مؤتمر «رابطة المحامين الألمان» في ميونيخ، لكن الحاضرين قاطعوه بصياحهم. جادل أولريكس بأن المثلية الجنسية فطرية، وأن «الأورنينغز» يشكّلون نوعًا من الخناثى، نشأوا عن حالة نادرة في النمو الجنسي تجعل أجسادهم تنتمي إلى جنس معين، في حين تنتمي أرواحهم إلى الجنس الآخر.
جادل كل من أولريكس وهوسلي بأن المثليين يشكّلون أقلية ثابتة تُشبه في وضعها المجموعات العرقية، خصوصًا اليهود، ومن ثم فهم يستحقون حماية قانونية. في المقابل، لم يكن كيرتبيني مقتنعًا بأن المثلية الجنسية فطرية، بل دافع عن إلغاء التجريم استنادًا إلى المبادئ الليبرالية.
شهد النصف الثاني من القرن التاسع عشر ظهور أبحاث علمية تناولت المثلية الجنسية. قرابة عام 1850، اقترح كل من الطبيب النفسي الفرنسي كلود-فرانسوا ميشيا والطبيب الألماني يوهان لودفيغ كاسبر، بشكل مستقل، أن المثلية الجنسية تنشأ عن اختلاف جسدي عن المغايرة الجنسية، وقد أصبحت الطبيعة الدقيقة لهذا الاختلاف الجسدي المفترض هدفًا تسعى الأبحاث الطبية لتحديده. في المقابل، اعتقد العديد من الأطباء النفسيين في ذلك الوقت أن المثلية الجنسية تعود إلى عوامل بيئية، مثل العادات السيئة أو الإغواء.
كان الطبيب النفسي النمساوي ريشارد فون كرافت-إيبينغ من أبرز المدافعين عن نظرية تُرجع أمراضًا مختلفة، من بينها المثلية الجنسية، إلى انحلال الحياة العصرية. كان أيضًا صديقًا لأولريكس، وفي نهاية حياته توصّل إلى أن المثلية الجنسية لا تستوجب التجريم، وأنها ليست مرضًا ولا شكلًا من أشكال الانحطاط.
بحلول أواخر القرن التاسع عشر، رأت أبرز المؤلفات في مجال الطب النفسي أن التوجّه المثلي مرضٌ فطري، لكنها عارضت تجريمه. في الوقت نفسه، عزز الاعتقاد السائد بين الألمان بأن المثلية الجنسية قد تنتقل بوصفها مرضًا معديًا حجج معارضي تحرير المثليين في ألمانيا ما بين الحربين، وحدّ من إمكانيات أول حركة مثلية.

## النشاط المنظم في الإمبراطورية الألمانية
كانت الحركة المثلية في ألمانيا الإمبراطورية صغيرة من حيث العدد، لكنها ذات حضور بارز وتحظى بحلفاء نافذين. شكّلت المثلية الجنسية بين الرجال موضوعًا لنقاش واسع النطاق، شمل المناقشات البرلمانية والسياسية، إضافة إلى الأبحاث الطبية والدراسات الجنسية.
بحسب المؤرخ إدوارد روس ديكنسون، اتسمت الحركة المثلية براديكالية شديدة نتيجة للتحامل عميق الجذور ضد المثلية الجنسية في أوساط الألمان المتعلمين، إذ إن تحدي الفقرة 175 «كان من شأنه نظريًا أن يُشكك في كل محرم جنسي آخر». وبحلول عام 1900، بدأت الساحة المثلية في برلين تتوسع من حيث الحجم والوضوح، ما أسهم على الأرجح في تليين المواقف العامة تجاه المثلية الجنسية.
كانت الحركة المثلية إحدى الحركات الاجتماعية والسياسية العديدة التي ظهرت في ألمانيا قرابة عام 1900 نتيجة لتوسيع حق التصويت، والتحضر، وصعود وسائل الإعلام الجماهيرية، وغيرها من التغيرات الاجتماعية. في كتابه «برلين المثلية»، يجادل المؤرخ روبرت بيتشي بأن تضافر عدة عوامل —منها تجريم المثلية الجنسية، وتراخي الرقابة نسبيًا مقارنة بالدول الأوروبية الأخرى، وتأثير الطب النفسي— جعل من ألمانيا المكان الذي نشأت فيه هوية مثلية منذ منتصف القرن التاسع عشر، وهو ما أدى في نهاية المطاف إلى انطلاق أول حركة مثلية.

### ماغنوس هيرشفيلد واللجنة العلمية-الإنسانية
كان عالم الجنس الألماني-اليهودي ماغنوس هيرشفيلد أبرز المدافعين عن حقوق المثليين في أوائل القرن العشرين، مع أنه لم يُقرّ علنًا بمثليته الجنسية في أي وقت. بصفته طبيبًا متمرسًا، انخرط في النشاط الحقوقي بعد انتحار أحد مرضاه المثليين. كان هيرشفيلد يأمل أن يُسهم العلم في تعزيز تقبّل المجتمع للمثلية الجنسية وأن يُفضي إلى إصلاحات قانونية.
في كتيب أصدره عام 1893، جادل بأن «الميول الجنسية لا يمكن اكتسابها من خلال العوامل البيئية أو الإيحاءات، ولا يمكن إزالتها بواسطة العلاج الطبي أو التكييف النفسي»، وهو ما جعله يعد تجريمها أمرًا غير مقبول قانونيًا وأخلاقيًا. في البداية، استند هيرشفيلد إلى حجج أولريكس بشكل كبير. ثم طوّر لاحقًا نظرية «الوسطاء الجنسيين»، التي تفترض أنّه لا وجود لرجال أو نساء حقيقيين بصورة مطلقة، بل إنّ كل إنسان يجمع بين خصائص ذكورية وأنثوية بدرجات متفاوتة.